# 超然主义
超然主义，日语的字面义为在外界动静中不作干预，保持超然（冷静）态度，坚守独立立场的主义。一般而言，该术语指的是大日本帝国宪法颁布、帝国议会开设直至大正时代初期内阁所采取的一种政治立场，即内阁应不受议会和政党意志的制约，自主行事。此外，采纳此主义的内阁被称为“超然内阁” 。

## 超然主义演说
1889年2月12日（明治22年），即大日本帝国宪法颁布的第二天，第二任首相黑田清隆在鹿鸣馆举行的午宴上首次提出超然主义。以下是他向地方官员发表的演讲（即“超然主义演说”）。
……宪法当然不容许臣民的片面之词。然就施政意见而言，人们各持己见，持相同意见者往往会团结形成所谓的政党，这在社会中是无法避免的。但是，政府必须始终保持一定的方向，超然于政党之外，秉持公正无私的原则。各位应当将其铭记于心，以不偏不党之心面对人民，妥善治理，以助国家繁荣昌盛。……
次日，主持起草大日本帝国宪法的伊藤博文发表讲话，表达了类似的主张。
井上毅、伊东巳代治、金子坚太郎等其他的一部分宪法起草人员对此提出了批评。换句话说，黑田清隆、伊藤博文等人试图将俾斯麦式的独裁统治引入日本，这意味着国务大臣不需要对国会负责。超然主义的反对者引用下面的三个论点：
- “人民的声音就是上帝的声音”（天声人语），出自古希腊诗人荷马的作品《奥德赛》
- 大禹：“朕民之心即朕之心”。
- 明治天皇在五条御誓文中所承诺的“广兴会议，万机决于公论。”

主张“天皇并没有理由信任一个不代表国民舆论的内阁，因此，国务大臣的责任并不是单纯地对天皇负责，实际上应该是通过议会对国民负责”。

## 超然主义的脆弱性
然而当帝国议会真正召开时，自由民权派各政党（民党）进行了激烈的抵抗。黑田内阁的民党分裂工作和不平等条约修改谈判的失败、第一届山县内阁通过收买民党来通过预算案、第一届松方内阁的选举干预事件等，不仅使议会的审议陷入停滞，还引发了一般国民的反感。
实际上，帝国宪法本身并不是以超然主义为前提制定的。例如，根据帝国宪法第71条，如果次年预算在本年未能通过，那么本年度预算将作为次年预算继续执行。这一提案是由井上毅提出的，旨在防止政府预算被议会作为筹码，迫使政府妥协。然而，如果继续执行上一年的预算，政府将无法实施殖产兴业和富国强兵政策。因此，政府不得不用职位和金钱来拉拢民党，以确保次年预算能够确保新政策的实施，同时满足军部的要求。此外，随着民族主义色彩的加强，亲政府的温和派吏党（りとう）也开始展现出与政府对抗的姿态。
面对这样的状况，伊藤博文重新考虑了自己的立场。他认为与其继续支持超然主义与议会的对立，不如通过组建政党来实现自己所追求的近代国家方向。于是，在1900年（明治33年），伊藤博文成立了立宪政友会，从政府内部否定超然主义。这一举措标志着他从超然主义的立场转变为积极参与政党政治，以推动日本近代化进程。
此后，贵族院中的两大会派——山县有朋亲信清浦奎吾的研究会和平田东助的茶话会，仍然奉行超然主义，实施清除政党政治的运动。不久后，在1924年（大正13年）成立的清浦内阁中，除内阁总理大臣（前枢密院议长）、外务大臣（外交官）、陆军大臣（现役武官）、海军大臣（现役武官）外，全部内阁成员均由贵族院议员担任，建立了名副其实的超然内阁。清浦内阁不仅遭到了立宪政友会等政党的反感，也引起了普通民众的不满，因而被第二次护宪运动推翻。在大正民主的时代潮流中，过时的超然主义已经失去了立足之地。